# C'mon Tigre
C'mon Tigre è un collettivo internazionale di musicisti e artisti visuali formatosi in Italia nel 2013.

## Storia
Il nome della band nasce da un gioco di parole, derivando dal francese c’est mon tigre (è la mia tigre) e dall'inglese come on tiger, adoperando un verbo inglese e una parola italiana.
Il loro primo lavoro è l'album di debutto C'mon Tigre, pubblicato nel 2014, anticipato dal singolo Federation Tunisienne De Football con un video di animazione di Gianluigi Toccafondo. e seguito da una serie di concerti in Italia e Francia, terminati con la partecipazione al Roskilde Festival in Danimarca.
Tre anni dopo, nel 2017, esce l'EP Elephant RMX, disco di remix realizzato insieme a DJ Khalab e Populous. Due anni più tardi il 5 febbraio esce il singolo Behold the Man per BDC/!K7 Records, che anticipa l'uscita, il 15 febbraio 2019, del loro secondo album intitolato Racines, a cui collabora anche Tommaso Colliva. Presenti in questo secondo lavoro in studio le collaborazioni con artisti visuali e fotografi quali Harri Peccinotti, Boogie, Mode2, Ericailcane, Maurizio Anzeri, Sic Est, Gianluigi Toccafondo, Danijel Zezelj, Stefano Ricci, Shigekiyuriko Yamane, Seguirà un tour di concerti.
A tre anni di distanza dal loro ultimo lavoro, il 25 marzo 2022 esce il terzo disco Scenario che vede le collaborazioni di Colin Stetson, Mick Jenkins, Xenia Rubinos e contiene al suo interno un libro con gli scatti del fotografo Paolo Pellegrin. Farà seguito una tournée nazionale con una tappa al Fusion Festival di Berlino. A luglio il loro concerto al Cage Theater di Livorno viene trasmesso sotto forma di docu-film sulla rete nazionale Sky Arte. In autunno ricevono il Premio MEI come miglior artista indipendente dell’anno.
A novembre del 2023 pubblicano il loro quarto album dal titolo Habitat, un disco dalle influenze brasiliane, che vede la collaborazione di Seun Kuti, Xenia França, Arto Lindsay, Giovanni Truppi e il collettivo Americano Drumetrics. Seguirà una tournée in Italia e Francia.
Il 6 Dicembre 2024 pubblicano Instrumental Ensemble - Soundtrack For Imaginary Movie Vol 1, il primo volume del loro side project strumentale dedicato alla musica per il cinema.

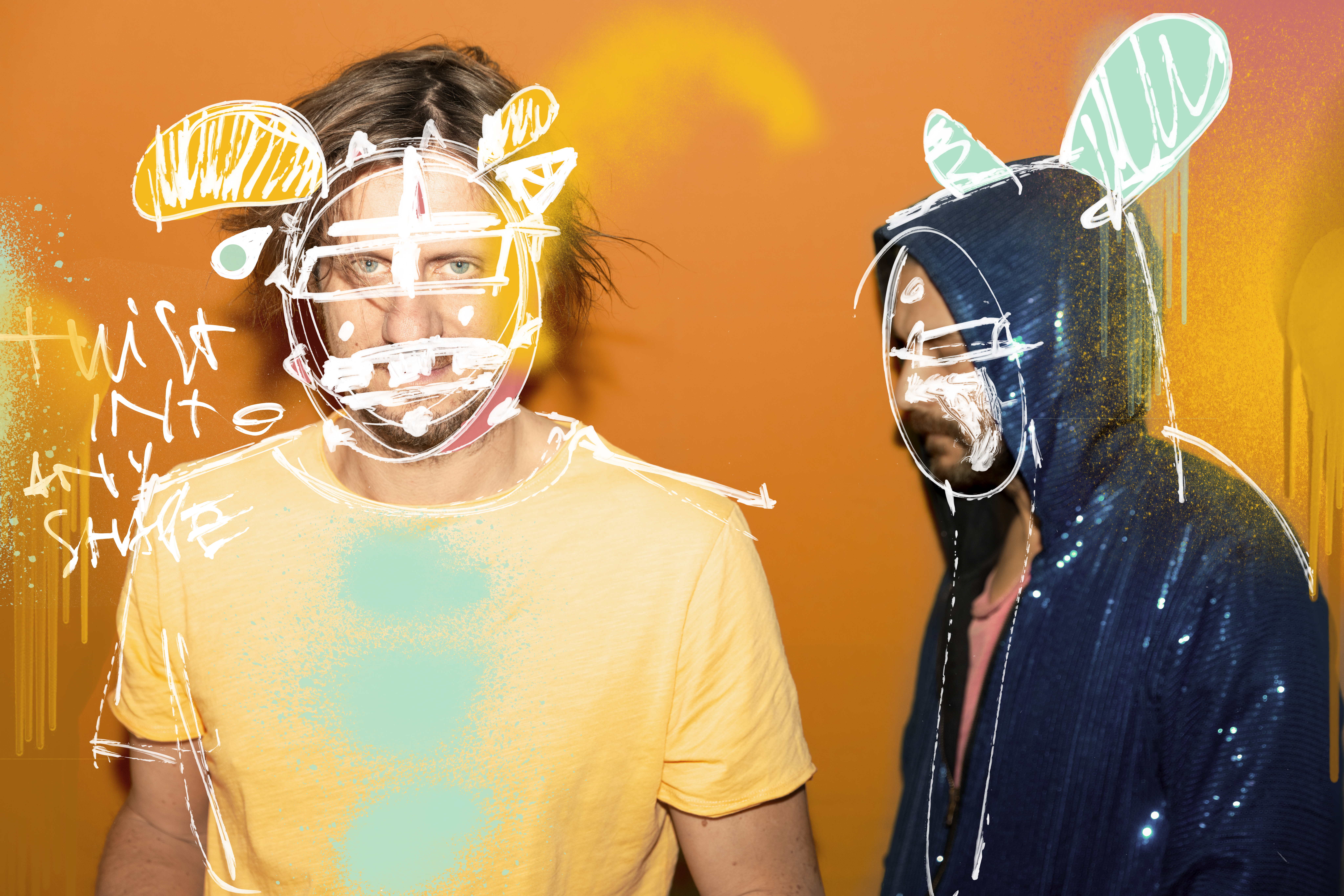

## Discografia

### Album in studio
- 2014 – C'mon Tigre
- 2019 – Racines
- 2022 – Scenario
- 2023 – Habitat
- 2024 – Instrumental Ensemble - Soundtrack For Imaginary Movie Vol.1
- 2025 – TEN - C'mon Tigre 10th Anniversary Edition

### EP
- 2017 – Elephant RMX

### Singoli
- 2014 – Federation Tunisienne De Football
- 2015 – A World Of Wonder
- 2019 – Guide to Poison Tasting
- 2019 – Behold the Man
- 2019 – Underground Lovers feat. Mick Jenkins
- 2019 – Mono No Aware 物の哀れ
- 2022 – Twist Into Any Shape
- 2022 – No One You Know feat. Xenia Rubinos
- 2022 – Kids Are Electric
- 2022 – Sleeping Beauties feat. Colin Stetson
- 2023 – Teenage Kingdom feat. Xenia França
- 2023 – The Botanist feat. Seun Kuti
- 2023 – Sento Un Morso Dolce feat. Giovanni Truppi

## Riconoscimenti
- Premio MEI – Meeting delle Etichette Indipendenti 2022
  - Targa MEI – PIMI premio al miglior artista indipendente dell’anno (assegnato da una giuria coordinata da Federico Guglielmi)[20]
- Premio miglior video musicale d'animazione al London International Animation Festival 2022 per Twist Into Any Shape per la regia di Donato Sansone
- Premio miglior copertina al Best Art Vinyl Italia 2017 per la copertina di Elephant RMX Ep di Gianluigi Toccafondo